# Heart Attack (album)
Pour les articles homonymes, voir Heart Attack (homonymie).
Albums de Krokus
Alive and Screamin'
(1986) Stampede
(1990)
Singles
1. Let It Go (promo)
Sortie : 1988
2. Wild Love
Sortie : 1988

Heart Attack est le dixième album studio du groupe de hard rock suisse, Krokus. Il est sorti le 25 mars 1988 sur le label MCA Records et a été produit par Fernando Von Arb et Chris Von Rohr.

## Historique
Après la sortie de l'album Change of Address en 1986 et la sortie de l'album en public Alive and Screamin', Krokus connait un nouveau changement de line- up. Le bassiste Tommy Keiser et le batteur Jeff Claven quittent le groupe, ils seront remplacés à la fin de 1987 par Chris Von Rohr qui amène aussi avec lui Dani Crivelli qui jouait sur son album solo Hammer and Tongue. Le groupe signe aussi un contrat avec MCA Records pour son nouvel album qu'il va enregistrer en Suisse à Zuchwil dans les studios Pink Tonstudios dirigés par l'ancien bassiste de Krokus, Jürg Nägeli.
Fernando Von Arb et Chris Von Rohr produiront l'album sous le nom de "The Long Noses", Jürg Nägeli en sera l'ingénieur du son et aussi l'assistant de Michael Wagener pour le mixage qui se déroule aux studios "The Enterprise" à Burbank, en Californie. L'album sera décrit par les membres du groupe comme "le dernier essai pour maintenir le groupe ensemble en temps de profonde crise". Le groupe reprendra un de ses vieux titre, la ballade musclée "Winning man"" qui figurait sur l'album de 1981, Hardware.
L'album marque le retour dans un style musical plus proche des premiers albums à succès du groupe, le son est plus "hard rock" et la production moins "clean". Il se classera à la 5e place dans les charts suisse et à la 87e place du Billboard 200 aux États-Unis.
Le groupe partira en tournée à travers l'Europe avec Ted Nugent avant de s'envoler pour un tournée américaine en tête d'affiche. Marc Storace décidera de quitter le groupe après l'ultime concert américain donné à La Nouvelle-Orléans. Fernando Von Arb jette lui aussi l'éponge et le groupe rentre en Suisse. Chris Von Rohr décide de continuer l'aventure avec Kohler et Crivelli. Pour cela il recrute Many Maurer qui jouait avec Crivelli dans le groupe suisse Killer et le chanteur suédois Bjorn Lodin (ex-Baltimore). La formation ne dura que peu de temps avant que Von Rohr décide d'arrêter l'aventure et le groupe sera dissous pour un bon bout de temps .
Il est à remarquer que le logo du groupe est différent sur cet album, c'est une première depuis le tout premier album en 1976 et aussi une dernière puisque dès l'album suivant l'ancien logo sera à nouveau sur la pochette.

## Liste des titres
- Tous les titres sont signés par Fernando Von Arb, Chris Von Rohr, Marc Storace, Mark Kohler et Dani Crivelli sauf indications.

1. Everybody Rocks - 3:48
2. Wild Love - 3:58
3. Let It Go - 4:29
4. Winning Man (Von Arb, Von Rohr) - 5:17
5. Axx Attack - 4:26
6. Rock 'n' Roll Tonight - 3:56
7. Flyin' High (Von Arb, Von Rohr, Storace, Kohler, Crivelli, Jürg Nägeli) - 4:11
8. Shoot Down the Night - 4:34
9. Bad, Bad Girl - 5:50
10. Speed Up - 6:26

## Musiciens
- Marc Storace: chant
- Fernando Von Arb: lead guitare
- Chris Von Rohr: basse, percussions, chœurs
- Mark Kohler: guitare rythmique
- Dani Crivelli: batterie, percussions

## Charts
| Pays       | Durée du classement | Meilleur classement |
| ---------- | ------------------- | ------------------- |
| États-Unis | 11 semaines         | 87e                 |
| Suisse     | 8 semaines          | 5e                  |